# Thomasia petalocalyx
Thomasia petalocalyx är en malvaväxtart som beskrevs av Ferdinand von Mueller. Thomasia petalocalyx ingår i släktet Thomasia och familjen malvaväxter. Inga underarter finns listade i Catalogue of Life.